# Хьолденберг
Хьолденберг (на нидерландски: Huldenberg) е селище в Централна Белгия, окръг Льовен на провинция Фламандски Брабант. Населението му е около 9100 души (2006).